# Khalid Abdulraouf
Khaled Abdulraouf Al Zereiqi (14 de novembro de 1989) é um futebolista profissional qatari que atua como meia.

## Carreira
Khalid Abdulraouf representou a Seleção Qatariana de Futebol na Copa da Ásia de 2015.